# Seznam ameriških vohunov
Seznam ameriških vohunov.

## A
Leandro Aragoncillo -

## B
Moe Berg - John Birch (misijonar) - Belle Boyd -

## C
Miles Copeland mlajši - Pauline Cushman - 

## D
Velvalee Dickinson - Allen Welsh Dulles - 

## E
Sarah Emma Edmundson - 

## F
John Semer Farnsworth - 

## H
Nathan Hale -

## J
Thomas Jordan -

## K
Thomas Knowlton - Ryszard Kukliński - 

## L
Katrina Leung - 

## M
Alice Marble - Richard W. Miller - Sylvanus Morley - 

## P
Jerzy Pawłowski - Allan Pinkerton - Gary Powers - 

## R
Hugh Francis Redmond - 

## T
Benjamin Tallmadge - Harry Thompson (vohun) - 

## W
Edwin P. Wilson - 

## Opomba
Na seznamu seveda manjkajo najuspešnejši vohuni, to je tisti, za katere ne ve noben razen delodajalcev.